# Wim Mertens
 (mars 2022).
Si vous disposez d'ouvrages ou d'articles de référence ou si vous connaissez des sites web de qualité traitant du thème abordé ici, merci de compléter l'article en donnant les références utiles à sa vérifiabilité et en les liant à la section « Notes et références ».
Pour les articles homonymes, voir Mertens.
Wim Mertens, né le 14 mai 1953 à Neerpelt, est un compositeur et musicien belge.
Mertens est un compositeur de musique de concert et de film. Son style va du classique à l'avant-garde mais essentiellement dans une veine minimaliste. Il est également son propre interprète, généralement au piano et parfois à la guitare, ainsi que vocaliste contreténor sur certains morceaux.
Seul ou avec son ensemble, Mertens a sorti une soixantaine d'enregistrements en trente ans de carrière. Il est également musicologue, et auteur d'une étude sur les premiers minimalistes. Il est plus connu du grand public pour ses contributions musicales à des films comme Le Ventre de l'architecte de Peter Greenaway, ou son morceau à succès Struggle for Pleasure, l'ancien jingle de Proximus.

## Biographie
Wim Mertens est né le 14 mai 1953 à Neerpelt en Belgique.
Il étudie les sciences politiques et sociales à l'université de Louvain (KUL).
Plus tard, il se prend de passion pour les compositeurs minimalistes américains, parmi lesquels Steve Reich et Philip Glass.
En 1978, il entre comme producteur à l’ancienne BRT (télévision belge flamande : actuelle VRT).
En 1984, il compose la musique de quelques pièces de théâtre comme The power of theatrical madness de Jan Fabre ou Le roi se meurt d’Eugène Ionesco.
Puis ses musiques originales sont utilisées par quelques films dont Le Ventre de l'architecte (The belly of an architect) de Peter Greenaway, La Femme de nulle part de Louis Delluc, Fiesta de Pierre Boutron. Il compose pour le film Le Père Damien (Molokai: The Story of Father Damien) de Paul Cox.
En 1998, le compositeur a été nommé ambassadeur culturel de la Flandre.

### Publicités
Des extraits de ses musiques ont souvent été retenues pour constituer le fond sonore de publicités.
Struggle for Pleasure a été utilisée pour la publicité du TGV en France et de l'opérateur mobile Proximus en Belgique, Close Cover pour une publicité Yves Rocher, le morceau Iris pour celle de France Télécom et la Fondation pour le recherche médicale, enfin Often a Bird pour une publicité sur l'artisanat français. 4 mains fut également utilisé pour une publicité pour parfum dans les années 1990.

## Discographie
- 1982 - For Amusement Only - The Sound of Pinball Machines
- 1982 - At Home - Not At Home
- 1982 - Vergessen
- 1983 - Close Cover
- 1983 - Struggle For Pleasure
- 1984 - The Power Of Theatrical Madness (Limited Edition Single)
- 1984 - A Visiting Card
- 1985 - Usura
- 1985 - Maximizing The Audience
- 1986 - Close Cover (2)
- 1986 - A Man Of No Fortune, And With A Name To Come
- 1986 - Hirose
- 1986 - Instrumental Songs
- 1987 - Educes Me
- 1987 - The Belly Of An Architect
- 1988 - Whisper Me
- 1988 - After Virtue
- 1989 - Motives For Writing
- 1990 - No Testament
- 1990 - Play For Me
- 1991 - Alle Dinghe Part III: Alle Dinghe
- 1991 - Alle Dinghe Part II: Vita Brevis
- 1991 - Alle Dinghe Part I: Sources of Sleeplessness
- 1991 - Stratégie De La Rupture
- 1991 - Hufhuf (Single taken from Stratégie De La Rupture, including previously unreleased material)
- 1992 - Houfnice
- 1992 - Retrospectives Volume 1
- 1993 - Shot And Echo
- 1993 - A Sense Of Place
- 1994 - Epic That Never Was
- 1994 - Gave Van Niets [Promo] [1994-11]
- 1994 - Gave Van Niets Part IV: Reculer Pour Mieux Sauter [1994-11]
- 1994 - Gave Van Niets Part III: Gave Van Niets [1994-11]
- 1994 - Gave Van Niets Part II: Divided Loyalties [1994-11]
- 1994 - Gave Van Niets Part I: You'll Never Be Me [1994-11]
- 1995 - Jeremiades [1995-04]
- 1995 - Fiesta [1995-11]
- 1996 - Entre Dos Mares [1996]
- 1996 - Lisa [1996-04]
- 1996 - Jardin Clos [1996-10]
- 1996 - As Hay In The Sun [1996-10]
- 1996 - Piano & Voice [1996-12]
- 1997 - Sin Embargo [1997-10]
- 1997 - Best Of [1997-11]
- 1998 - In 3 Or 4 Days (Single taken from Integer Valor, including previously unreleased material)
- 1998 - Integer Valor
- 1998 - And Bring You Back
- 1999 - Father Damien
- 1999 - Integer Valor - Intégrale
- 1999 - Kere Weerom Part III: Decorum
- 1999 - Kere Weerom Part II: Kere Weerom
- 1999 - Kere Weerom Part I: Poema
- 2000 - If I Can
- 2000 - Rest Meines Ichs (Single accompanying Der Heisse Brei, not sold separately)
- 2000 - Der Heisse Brei
- 2001 - At Home - Not At Home (2001)
- 2001 - Aren Lezen [Promo]
- 2001 - Aren Lezen Part IV: aRe
- 2001 - Aren Lezen Part III: Kaosmos
- 2001 - Aren Lezen Part II: Aren Lezen
- 2001 - Aren Lezen Part I: If Five Is Part Of Ten
- 2002 - Years Without History Volume 1 - Moins De Mètre, Assez De Rythme
- 2002 - Years Without History Volume 2 - In The Absence Of Hindrance
- 2002 - Years Without History Volume 3 - Cave Musicam
- 2002 - Wim Mertens Moment Box set featuring Vergessen, Ver-Veranderingen (Previously recorded 1981 but unreleased), The Belly Of An Architect, Struggle For Pleasure, Motives For Writing, Maximizing the Audience, Instrumental Songs, If I Can, For Amusement Only, Educes Me, At Home - Not At Home, After Virtue, A Man Of No Fortune, And With A Name To Come
- 2003 - Years Without History Volume 4 - No Yet, No Longer
- 2003 - Skopos
- 2004 - Years Without History Volume 5 - With No Need For Seeds
- 2004 - Shot and Echo/A Sense Of Place (including previously unreleased material)
- 2005 - Un respiro
- 2006 - Partes Extra Partes
- 2006 - What you see is what you hear (DVD)
- 2007 - Receptacle
- 2008 - L'heure du loup
- 2009 - Jardin Clos
- 2009 - The world tout court
- 2009 - Qua
- 2010 - Zee Versus Zed
- 2011 - Series of ands - Immediate givens
- 2015 - Charaktersketch
- 2016 - What are we, locks, to do?
- 2016 – Dust of Truths
- 2017 – Cran aux Œufs
- 2017 - Nature's Largess (live)
- 2018 – That Which is Not
- 2019 - Certain Nuances Excepted (live)
- 2019 - Inescapable (4-CD compilation)
- 2020 - The Gaze of the West
- 2022 - Heroides
- 2023 - Voice of the Living

## Musique de films
- : The Land Beyond the Sunset (en) de Harold M. Shaw (1912)
- 1987 : Le Ventre de l'architecte (The Belly of an Architect) de Peter Greenaway
- 1990 : Rust de Larus Ymir Oskarssons
- 1992 : Servaisgraphia de Benoit Peeters, documentaire sur Raoul Servais
- 1992 : Je pense à vous de Luc et Jean-Pierre Dardenne
- 1993 : La Femme de nulle part de Louis Delluc
- 1995 : Fiesta de Pierre Boutron
- 1995 : Between the devil and the deep blue sea de Marion Hänsel
- 1996 : Lisa de Jan Keymeulen
- 1997 : Les Rêveurs (Winterschläfer / Wintersleepers) de Tom Tykwer
- 1999 : Entre Flore et Thalie (Galeries royales Saint-Hubert) documentaire de Françoise Levie
- 1999 : Le Père Damien (Molokai: The Story of Father Damien) de Paul Cox
- 1999 : Nós que aqui estamos por vós esperamos (pt) de Marcelo Masagão (pt)
- 2000 : Raveel de Johan Op de Beeck (nl)
- 2001 : Qui vive de Frans Weisz adaptation de la pièce Rijgdraad de Judith Herzberg
- 2001 : Promesses documentaire de Justine Shapiro, B. Z. Goldberg et Carlos Bolado
- 2003 : 1,99-Um supermercado que vende palavras de Marcelo Masagão (pt)
- 2006 : Der Lebensversicherer de Bülent Akinci (en)
- 2007 : Otávio e as letras de Marcelo Masagão (pt)
- 2007 : Erfgenaam van Elsschot de Suzanne Raes
- 2009 : Tener el corazón en el lugar equivocado de Josu Venero
- 2010 : Belgium… beyond expectations de Christophe Dumoulin